# Langenhain-Ziegenberg
Langenhain-Ziegenberg ist ein Ortsteil der Gemeinde Ober-Mörlen im hessischen Wetteraukreis.

## Geographie
Langenhain-Ziegenberg liegt im Osten des östlichen Hintertaunus, am Rande der westlichen Wetterau im Naturpark Taunus am Waldrand westlich von Ober-Mörlen. Südlich des Ortes treffen sich die Bundesstraße 275 und die Landesstraße L 3056.

## Geschichte

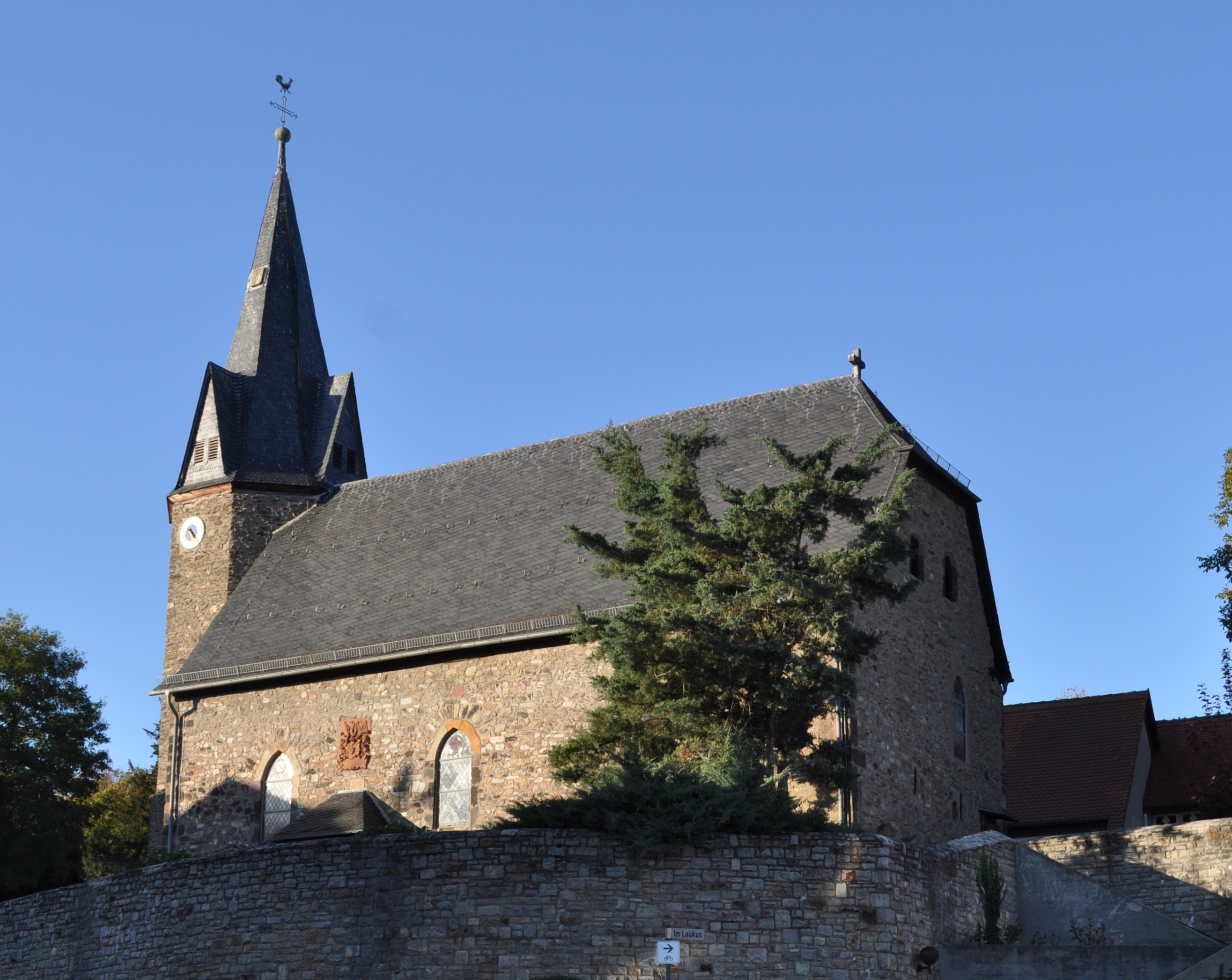
Evangelische Kirche von Langenhain-Ziegenberg

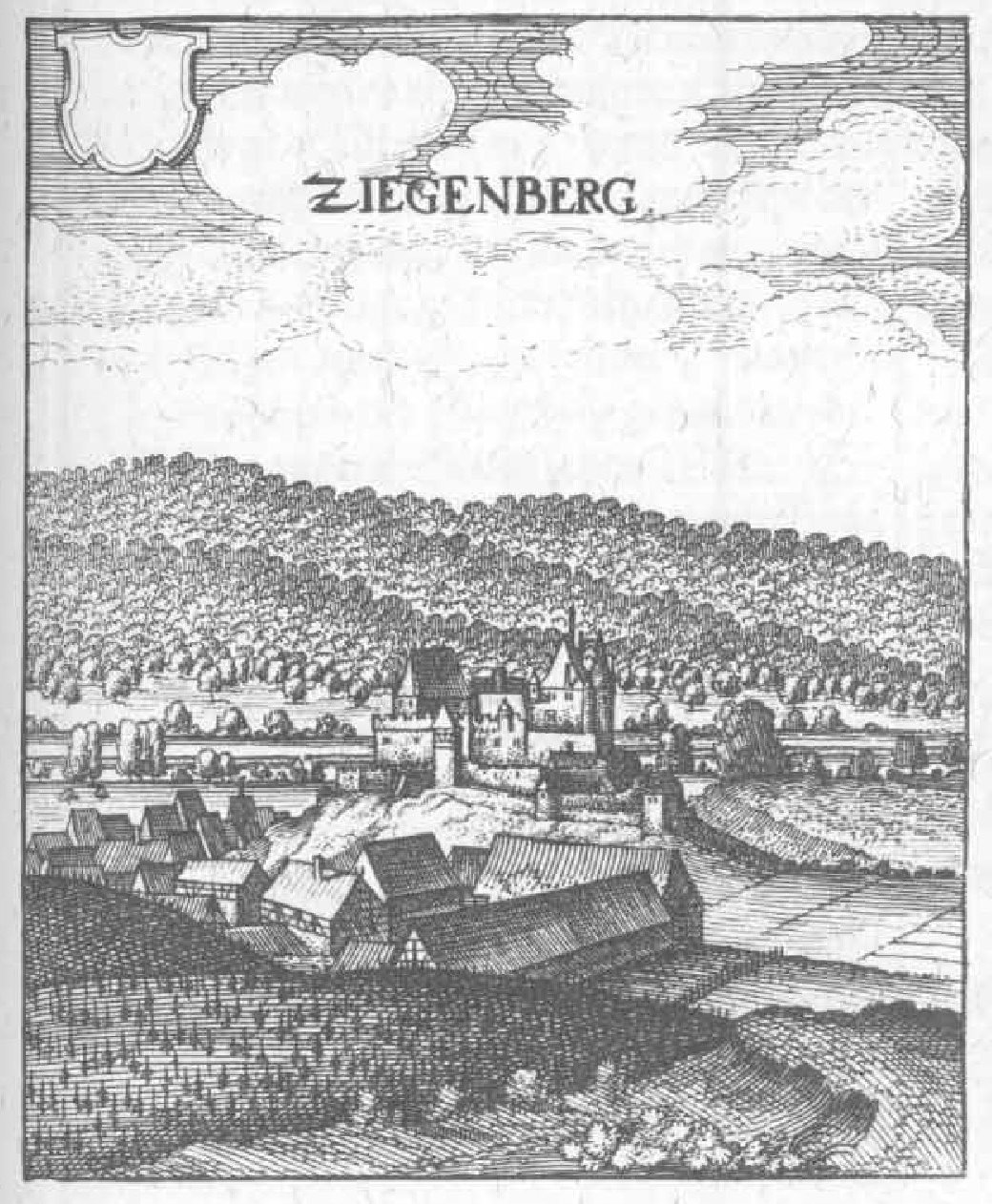
Stich von Merian 1655

### Ortsgeschichte
Die Gemeinde Langenhain-Ziegenberg entstand um 1820 aus dem Zusammenschluss der bis dahin selbständig geführten Orte Langenhain und Ziegenberg. Die Namensform Hayn für Langenhain bekanntermaßen zuerst im Jahre 1280 urkundlich nachgewiesen, für Langenhayn gibt es eine Erwähnung aus dem Jahr 1341, und die Ortsbezeichnung vom Czigenberge ist aus dem Jahr 1388 überliefert. Besiedelt war die Gegend schon viel früher: Davon zeugt u. a. der Limes mit dem römischen Kastell Langenhain. Südlich hiervon befindet sich auf dem Gaulskopf ein rekonstruierter römischer Wachturm.
Bei der Teilung der Mörler Mark im 16. Jahrhundert fallen Langenhain und Ziegenberg Hessen zu, während Ober-Mörlen kurmainzisch wird.
Die Pfarrkirche im Kirchspiel Langenhain, zu dem beide Orte gehörten wurde 1630 erbaut.
Bis 1806 gehörte die Gerichtsbarkeit und weitere Rechte über beide Orte den Freiherren Löw von und zu Steinfurth. Durch die Mediatisierung wurden Langenhain und Ziegenberg der staatlichen Hoheit des Großherzogtums Hessen unterstellt. Die Patrimonialgerichtsbarkeit blieb dabei den Löw von Steinfurth erhalten und wurde weiter durch das Patrimonialgericht Ziegenberg ausgeübt. 1822 wurden die Patrimonialgerichte der Familie aufgelöst. Deren Verwaltungsfunktionen übernahm der staatliche Landratsbezirk Butzbach, die Rechtsprechung übernahm das neu eingerichtete Landgericht der Freiherren von Löw mit Sitz in Friedberg. Dieses bestand aber keine drei Jahre, bevor die Löw zu Steinfurth es in das Landgericht Friedberg eingliedern ließen. Ab 1840 war dann das neu gegründete Landgericht Butzbach zuständig. Mit dem Gerichtsverfassungsgesetz von 1877 wurden Organisation und Bezeichnungen der Gerichte reichsweit vereinheitlicht. Zum 1. Oktober 1879 hob das Großherzogtum Hessen deshalb die Landgerichte auf. Funktional ersetzt wurden sie durch Amtsgerichte. So ersetzte das Amtsgericht Butzbach das Landgericht Butzbach.
Zu Beginn des Zweiten Weltkriegs wurde bei Langenhain-Ziegenberg das Führerhauptquartier Adlerhorst gebaut.
Hessische Gebietsreform (1970–1977)
Zum 1. Februar 1971 wurde die Gemeinde Langenhain-Ziegenberg im Zuge der Gebietsreform in Hessen auf freiwilliger Basis in die Nachbargemeinde Ober-Mörlen eingemeindet. Für den dadurch entstandenen Ortsteil Langenhain-Ziegenberg wurde ein Ortsbezirk mit Ortsbeirat und Ortsvorsteher nach der Hessischen Gemeindeordnung gebildet.

### Burg
Die ehemalige Turmburg in Ziegenberg wurde Mitte des 14. Jahrhunderts von den Herren von Falkenstein erbaut. Nach mehrfachem Besitzerwechsel und teilweiser Zerstörung im Dreißigjährigen Krieg wurde die Anlage im Jahre 1747 von Eitel von Diede zu einem Barockschloss mit schlichter Fassade ausgebaut. Nur der runde Bergfried der ursprünglichen Burg blieb erhalten. Im Zweiten Weltkrieg (März 1945) wurde das Schloss bei einem Luftangriff nahezu völlig zerstört, da es als Teil des Führerhauptquartiers Adlerhorst zu einem militärischen Ziel der Alliierten geworden war. Das Schloss wurde nach dem Krieg wieder aufgebaut. Heute befinden sich Eigentumswohnungen in der Anlage.

### Verwaltungsgeschichte im Überblick
Die folgende Liste zeigt die Staaten und Verwaltungseinheiten, denen Langenhain-Ziegenberg angehört(e):
- vor 1806: Heiliges Römisches Reich, Landgrafschaft Hessen-Darmstadt, Oberfürstentum Hessen, Amt Butzbach und Philippseck[13]
- ab 1806: Großherzogtum Hessen,[Anm. 2] Fürstentum Oberhessen, Amt Butzbach
- ab 1815: Großherzogtum Hessen, Provinz Oberhessen, Amt Butzbach[14]
- ab 1821: Großherzogtum Hessen, Provinz Oberhessen, Landratsbezirk Butzbach[Anm. 3]
- ab 1829: Großherzogtum Hessen, Provinz Oberhessen, Verlegung und Umbenennung in Landratsbezirk Friedberg
- ab 1832: Großherzogtum Hessen, Provinz Oberhessen, Kreis Friedberg
- ab 1848: Großherzogtum Hessen, Regierungsbezirk Friedberg
- ab 1852: Großherzogtum Hessen, Provinz Oberhessen, Kreis Friedberg
- ab 1867: Norddeutscher Bund, Großherzogtum Hessen, Provinz Oberhessen, Kreis Friedberg
- ab 1871: Deutsches Reich, Großherzogtum Hessen, Provinz Oberhessen, Kreis Friedberg
- ab 1918: Deutsches Reich, Volksstaat Hessen, Provinz Oberhessen, Kreis Friedberg
- ab 1938: Deutsches Reich, Volksstaat Hessen, Landkreis Friedberg[15][Anm. 4]
- ab 1945: Deutsches Reich, Amerikanische Besatzungszone,[Anm. 5] Groß-Hessen, Regierungsbezirk Darmstadt, Landkreis Friedberg
- ab 1946: Deutsches Reich, Amerikanische Besatzungszone, Hessen, Regierungsbezirk Darmstadt, Landkreis Friedberg
- ab 1949: Bundesrepublik Deutschland, Hessen, Regierungsbezirk Darmstadt, Landkreis Friedberg
- ab 1971: Bundesrepublik Deutschland, Hessen, Regierungsbezirk Darmstadt, Landkreis Friedberg, Gemeinde Ober-Mörlen
- ab 1972: Bundesrepublik Deutschland, Hessen, Regierungsbezirk Darmstadt, Wetteraukreis, Gemeinde Ober-Mörlen

## Bevölkerung

### Einwohnerstruktur 2011
Nach den Erhebungen des Zensus 2011 lebten am Stichtag dem 9. Mai 2011 in Langenhain-Ziegenberg 1206 Einwohner. Darunter waren 45 (3,7 %) Ausländer. Nach dem Lebensalter waren 219 Einwohner unter 18 Jahren, 495 zwischen 18 und 49, 288 zwischen 50 und 64 und 204 Einwohner waren älter. Die Einwohner lebten in 537 Haushalten. Davon waren 162 Singlehaushalte, 150 Paare ohne Kinder und 162 Paare mit Kindern, sowie 51 Alleinerziehende und 12 Wohngemeinschaften. In 84 Haushalten lebten ausschließlich Senioren/-innen und in 381 Haushaltungen lebten keine Senioren/-innen.

### Einwohnerentwicklung
| Langenhain-Ziegenberg: Einwohnerzahlen von 1834 bis 2022 | Langenhain-Ziegenberg: Einwohnerzahlen von 1834 bis 2022 | Langenhain-Ziegenberg: Einwohnerzahlen von 1834 bis 2022 | Langenhain-Ziegenberg: Einwohnerzahlen von 1834 bis 2022 | Langenhain-Ziegenberg: Einwohnerzahlen von 1834 bis 2022 |
| --- | -------------------------------------------------------- | -------------------------------------------------------- | -------------------------------------------------------- | -------------------------------------------------------- |
| Jahr |                                                          |                                                          |                                                          | Einwohner                                                |
| 1834 | 1834                                                     |                                                          | 556                                                      | 556                                                      |
| 1840 | 1840                                                     |                                                          | 656                                                      | 656                                                      |
| 1846 | 1846                                                     |                                                          | 683                                                      | 683                                                      |
| 1852 | 1852                                                     |                                                          | 729                                                      | 729                                                      |
| 1858 | 1858                                                     |                                                          | 684                                                      | 684                                                      |
| 1864 | 1864                                                     |                                                          | 556                                                      | 556                                                      |
| 1871 | 1871                                                     |                                                          | 515                                                      | 515                                                      |
| 1875 | 1875                                                     |                                                          | 482                                                      | 482                                                      |
| 1885 | 1885                                                     |                                                          | 437                                                      | 437                                                      |
| 1895 | 1895                                                     |                                                          | 434                                                      | 434                                                      |
| 1905 | 1905                                                     |                                                          | 449                                                      | 449                                                      |
| 1910 | 1910                                                     |                                                          | 459                                                      | 459                                                      |
| 1925 | 1925                                                     |                                                          | 476                                                      | 476                                                      |
| 1939 | 1939                                                     |                                                          | 494                                                      | 494                                                      |
| 1946 | 1946                                                     |                                                          | 744                                                      | 744                                                      |
| 1950 | 1950                                                     |                                                          | 838                                                      | 838                                                      |
| 1956 | 1956                                                     |                                                          | 721                                                      | 721                                                      |
| 1961 | 1961                                                     |                                                          | 708                                                      | 708                                                      |
| 1967 | 1967                                                     |                                                          | 848                                                      | 848                                                      |
| 1970 | 1970                                                     |                                                          | 786                                                      | 786                                                      |
| 1980 | 1980                                                     |                                                          | ?                                                        | ?                                                        |
| 1990 | 1990                                                     |                                                          | ?                                                        | ?                                                        |
| 2000 | 2000                                                     |                                                          | ?                                                        | ?                                                        |
| 2011 | 2011                                                     |                                                          | 1.206                                                    | 1.206                                                    |
| 2022 | 2022                                                     |                                                          | 1.267                                                    | 1.267                                                    |
| Datenquelle: Historisches Gemeindeverzeichnis für Hessen: Die Bevölkerung der Gemeinden 1834 bis 1967. Wiesbaden: Hessisches Statistisches Landesamt, 1968. Weitere Quellen: bis 1970 LAGIS:; Zensus 2011; 2022: |                                                          |                                                          |                                                          |                                                          |

## Kulturdenkmäler
Siehe Liste der Kulturdenkmäler in Langenhain-Ziegenberg

## Verkehr
Im ÖPNV ist der Ort Teil des Rhein-Main-Verkehrsverbundes und mit der diesem zugeordneten Buslinie FB-35 der Verkehrsgesellschaft Oberhessen zu erreichen.
Durch den Ort führt der Deutsche Limes-Radweg. Dieser folgt dem Obergermanisch-Raetischen Limes über 818 km von Bad Hönningen am Rhein nach Regensburg an der Donau. Daneben verläuft durch Langenhain-Ziegenberg auch der Limesweg als Teilabschnitt des Deutschen Limes-Wanderwegs.